# Muninisen
Koordinaten: 70° 20′ 39″ S, 20° 20′ 29″ O
Das Muninisen (norwegisch) ist ein Schelfeis an der Prinzessin-Ragnhild-Küste des ostantarktischen Königin-Maud-Lands. Es liegt zwischen dem Ramneryggen und dem Hammarryggen.
Wissenschaftler des Norwegischen Polarinstituts benannten es 2016. Namensgeber ist Munin, einer der beiden Raben des Gottes Odin aus der nordischen Mythologie.